# Brunpudrat skogsfly
Brunpudrat skogsfly, Xestia brunneopicta, är en fjärilsart som beskrevs av Shōnen Matsumura 1925. Brunpudrat skogsfly ingår i släktet Xestia och familjen nattflyn, . Enligt den finländska rödlistan är arten Sårbar, VU, i Finland. Arten är ännu inte påträffad i Sverige. Världsdutbredningen sträcker sig från nordöstra Finland öster ut genom norra Ryssland till Magadan. Artens livsmiljö är skogskärr och friska och lundartade skogar med tillgång till barrträd Inga underarter finns listade i Catalogue of Life.